# Atiku Abubakar
Pour les articles homonymes, voir Abubakar.
Atiku Abubakar est un homme d'État nigérian né le 25 novembre 1946 à Jada (Cameroun britannique). Candidat à l'élection présidentielle de 2023, il est battu.

## Biographie
Il fait fortune en dirigeant les douanes de Lagos, ce qui lui attire une réputation sulfureuse. Pendant près de dix ans, le FBI l'interdit ainsi de séjour aux États-Unis.
Il est vice-président du président Olusegun Obasanjo du 29 mai 1999 au 29 mai 2007 et membre du Congrès d'action du Nigéria à partir de 2007.
Lors de la tentative de modification constitutionnelle lancée début 2006 et visant à autoriser le président à pouvoir briguer un troisième mandat, Abubakar s'est rangé dans le camp des opposants. Se plaçant dans l'opposition à son parti et probablement vœu du président Obasanjo. La défaite de la modification constitutionnelle devant le Sénat le 16 mai 2006 a exacerbé les tensions entre Obasanjo et ses opposants au sein du Parti démocratique populaire (PDP), principalement Abubakar et Uche Chukwumerije. Abubakar a demandé la démission d'Obasanjo et a annoncé sa candidature pour l'élection présidentielle de 2007.
La candidature d'Abubakar n'est pas choisie par le PDP qui préfère celle d'Umaru Yar'Adua. Abubakar est exclu du parti à la suite de son investiture par le parti Action Congress qu'il contribue à créer. Le 23 décembre 2006, le président Olusegun Obasanjo affirme avoir retiré tous les droits et privilèges dont jouissait Atiku Abubakar en sa qualité de vice-président alors que la veille, le PDP dit considérer le poste comme vacant. Atiku Abubakar, en vacances aux États-Unis, a dénoncé cette destitution et appelé les Nigérians a la considérer comme un coup d’État contre la constitution. Le 20 février 2007, la Cour d’appel d’Abuja considérant que « Selon la Constitution, le chef de l'État n'a pas le pouvoir de déclarer vacante la fonction de vice-président », juge illégale cette destitution.
Le 7 février 2007, l'agence gouvernementale de lutte contre la corruption (Economic and Financial Crimes Commission), publie une liste de 135 hommes politiques qu'elle juge « inadaptés à tenir un mandat en raison de leur corruption ». Abubakar est nommé dans la liste. Le lendemain, le PDP remplace la plupart des candidats nommés par l'EFCC et demande aux autres partis d'en faire autant. 
Le 16 avril 2007, la Cour suprême décide d'autoriser la candidature d'Abubakar à l'élection présidentielle du 21 avril 2007.
Il est cité dans l'affaire des Panama Papers en avril 2016.
Le 7 octobre 2018, en vue de l'élection présidentielle de 2019, il remporte la primaire du PDP. Le 23 février, Abubakar arrive second du scrutin, face au président sortant Muhammadu Buhari. Il conteste alors les résultats.
En mars 2022, Abubakar annonce sa candidature à l'investiture du PDP pour l'élection présidentielle de 2023. Il est investi fin mai 2022 lors de la primaire du PDP. En juin 2022, Abubakar choisit Ifeanyi Okowa (en), gouverneur chrétien de l'État du Delta dans le sud du pays, comme candidat à la vice-présidence.
Abubakar termine 2e au niveau national avec près de 29 % des voix, derrière Bola Tinubu qui est élu au premier tour. Sur les 25 millions de votants, Abubakar obtient près de 7 millions de voix. Lors du dépouillement des résultats, les partis d'Abubakar et de Peter Obi, 3e du scrutin, dénoncent des fraudes, critiquent la Commission électorale nationale indépendante (INEC) et demandent l'annulation du scrutin. Obi et Abubakar annoncent aussi leur intention de contester le résultat de l'élection devant la justice.